# Иван Гутеша
Иван Гутеша (Вршац, 4. април 2002) српски је фудбалски голман који тренутно наступа за Црвену звезду.

## Каријера
Гутеша је до 2017. године фудбал тренирао у родном Вршцу. Са селекцијом Фудбалског савеза Војводине, у свом узрасту, учествовао је у освајању 15. по реду Меморијалног турнира „Пера Јоцић”. Лета исте године приступио је млађим категоријама београдске Црвене звезде из екипе Вршац јунајтеда. Након кадетског узраста у ком је наступао за Црвену звезду, Гутеша је други део календарске 2019. провео је омладинској екипи Графичара и био регистрован за Прву лигу Србије. Касније се вратио међу омладинце Црвене звезде где је уз Александра Вулића имао улогу резервног чувара мреже у Омладинској лиги Србије и УЕФА Лиги младих, тада стандардном Андрији Катићу.
У наредном периоду је поново био у саставу Графичара. Јесењи део такмичарске 2022/23. провео је у екипи БСК Борче после чега се вратио у Графичар и усталио пред голом у Првој лиги Србије. Током зимских припрема 2024. године, с Црвеном звездом је тренирао Балша Поповић, док је за први тим дебитовао и омладинац Вук Драшкић. Међутим, како су стандарни првотимци остали Омри Глазер који се повредио и Зоран Поповић, Гутеша је повучен из екипе Графичара. Потписао је двоипогодишњи уговор и задужио дрес Црвене звезде с бројем 77. Сходно узрасту, у том тренутку је испуњавао услов за бонус фудбалера. Неколико дана касније, седео је на клупи на сусрету 20. кола Суперлиге Србије, с екипом Вождовца. За Графичар је, у складу с установљеним Правилником, наставио да брани и у наставку сезоне. Бранио је на пријатељском сусрету Црвене звезде с екипом Зенита из Санкт Петербурга, у марту 2024. на Стадиону Рајко Митић, што му је уједно био и дебитантски наступ. Први званични наступ за клуб забележио је у претпоследњем колу такмичарске 2023/24. у Суперлиги Србије, против Напретка у Крушевцу, на сусрету који је завршен резултатом 0 : 4.
Током летњег припремног периода, Гутеша је бранио на турнеји коју је Црвена звезда имала у Русији. Клуб је као опцију пред голом касније ангажовао Марка Илића који је у уводном делу сезоне добио поверење стручног штаба. Гутеша је и надаље чувао гол Графичара. Међутим, услед Илићеве лошије форме и повреде, као и учесталих проблема с повредом Омрија Глазера, Гутеша је по први пут током такмичарске 2024/25. чувао гол Црвене звезде против ОФК Београда. Истог месеца, дебитовао је и у 5. колу Лиге шампиона када је Црвена звезда на свом терену победила Штутгарт резултатом 5 : 1. У јануару наредне године продужио је уговор с клубом до лета 2027. Гол своје екипе против Партизана по први пут је бранио на 175. вечитом дербију који је завршен резултатом 3 : 3.

## Репрезентација
У марту 2023. је добио позив Горана Стевановића у младу репрезентацију Србије за две пријатељске утакмице. На другој од њих, против Сједињених Америчких Држава одиграној у Марбељи без погодака током регуларног дела сусрета, Гутеша је бранио у друом полувремену и каснијој пенал-серији када је одбранио два једанаестерца. Позван је и на јунско окупљање састава исте године, под вођством Душана Ђорђевића.

## Ван терена
Гутеша је паралелно с фудбалском каријером уписао студије спортског новинарства на Факултету за спорт Универзитета Унион — Никола Тесла. У јануару 2025. почео је да објављује колумне на порталу Моцарт спорт.

## Статистика

### Клупска
Ажурирано 1. маја 2025.
|                       |          |                     |    |   |   |   |   |   |   |   |    |   |  |  |
| Графичар              | 2019/20. | Прва лига Србије    | 0  | 0 | — | — | — | — | — | — | 0  | 0 |  |  |
| Графичар              | 2020/21. | Прва лига Србије    | 3  | 0 | 0 | 0 | — | — | — | — | 3  | 0 |  |  |
| Графичар              | 2021/22. | Прва лига Србије    | 1  | 0 | 1 | 0 | — | — | — | — | 2  | 0 |  |  |
| Графичар              | 2022/23. | Прва лига Србије    | 12 | 0 | — | — | — | — | 2 | 0 | 14 | 0 |  |  |
| Графичар              | 2023/24. | Прва лига Србије    | 31 | 0 | 2 | 0 | — | — | — | — | 33 | 0 |  |  |
| Графичар              | 2024/25. | Прва лига Србије    | 4  | 0 | 0 | 0 | — | — | — | — | 4  | 0 |  |  |
| Графичар              | Укупно   | Укупно              | 51 | 0 | 3 | 0 | — | — | 2 | 0 | 56 | 0 |  |  |
|                       |          |                     |    |   |   |   |   |   |   |   |    |   |  |  |
| БСК Борча (позајмица) | 2022/23. | Српска лига Београд | 15 | 0 | — | — | — | — | 2 | 0 | 17 | 0 |  |  |
|                       |          |                     |    |   |   |   |   |   |   |   |    |   |  |  |
| Црвена звезда         | 2023/24. | Суперлига Србије    | 1  | 0 | 0 | 0 | — | — | — | — | 1  | 0 |  |  |
| Црвена звезда         | 2024/25. | Суперлига Србије    | 12 | 0 | 1 | 0 | 3 | 0 | — | — | 16 | 0 |  |  |
| Црвена звезда         | Укупно   | Укупно              | 13 | 0 | 1 | 0 | 3 | 0 | — | — | 17 | 0 |  |  |
|                       |          |                     |    |   |   |   |   |   |   |   |    |   |  |  |
| Каријера              | Каријера | Каријера            | 79 | 0 | 4 | 0 | 3 | 0 | 4 | 0 | 90 | 0 |  |  |
|                       |          |                     |    |   |   |   |   |   |   |   |    |   |  |  |

### Утакмице у дресу репрезентације
| 1. | 28. март 2023.                                                           | Пријатељска утакмица                                                     | Спортски центар, Марбеља                                                 | Сједињене Америчке Државе                                                | 0 : 0                                                                    | Србија                                                                   | [ 55 ] |
| 1  | Укупан број утакмица, постигнутих погодака и минута проведених на терену | Укупан број утакмица, постигнутих погодака и минута проведених на терену | Укупан број утакмица, постигнутих погодака и минута проведених на терену | Укупан број утакмица, постигнутих погодака и минута проведених на терену | Укупан број утакмица, постигнутих погодака и минута проведених на терену | Укупан број утакмица, постигнутих погодака и минута проведених на терену |        |

## Трофеји, награде и признања
Црвена звезда
- Суперлига Србије (2) : 2023/24,[56] 2024/25.[57]